# Хассельбах, Инго
Инго Хассельбах (нем. Ingo Hasselbach), урождённый Инго Фюлльграп (нем. Ingo Füllgrap, родился 14 июля 1967 в Берлине) — немецкий писатель, сценарист и журналист, бывший деятель неонацизма в 1980-е и 1990-е годы, руководитель антифашистского проекта Exit-Deutschland. Известен как автор книги «Экс-фюрер: воспоминания бывшего нациста», в которой рассказывал о деятельности неонацистов во время падения Берлинской стены и в первые годы после объединения Германии (экранизирована в 2004 году в фильме «Наци»).

## Биография
Родители Хассельбаха были журналистами из ГДР, состоявшими в Единой социалистической партии Германии. Отец, Ганс Канье, был радиоведущим в Восточном Берлине. Мать — редактор службы новостей телерадиокомпании ADN. Инго, окончив школу, попытался вступить в масонское движение, однако был в 1985 году осуждён за хулиганство. В 1987 году получил второй тюремный срок (9 месяцев лишения свободы) за призывы к сносу Берлинской стены. В 1988 году вступил в неонацистскую ячейку, подвергся опять в третий раз уголовному преследованию. В августе 1989 года за попытку сбежать в Чехословакию арестован на три месяца, однако за три дня до сноса стены сбежал в ФРГ.
В первые годы после объединения Германии Инго был деятелем в ряде праворадикальных организаций, в том числе в «Национальной альтернативе» (нем. Nationale Alternative) и Товариществе социал-революционных националистов (нем. Kameradschaft Sozialrevolutionäre Nationalisten). Отбыв суммарно три года в местах лишения свободы (в том числе и за угрозу убийства), Хассельбах в 1993 году окончательно разочаровался в идеологии неонацизма и официально ушёл из всех организаций. Тем не менее, многие не поверили в чистосердечное раскаяние Хассельбаха.
В 1993 году Инго Хассельбах и Винфрид Боненгель написали книгу «Расплата: Нацист выходит из игры» (нем. Die Abrechnung: Ein Neonazi steigt aus), а в 1994 году вместе с Томом Райссом Хассельбах опубликовал вторую книгу «Экс-фюрер: Воспоминания бывшего нациста». В них Хассельбах описал подробно деятельность неонацистов в последние годы существования ГДР и в первые годы после объединения с ФРГ, а также их участие в войнах на территории бывшей Югославии. Разгневанное неонацистское сообщество решило избавиться от своего бывшего члена: матери Хассельбаха прислали бомбу под видом посылки с книгой, однако мать чудом выжила. Хассельбах вскоре пошёл в полицию, где рассказал всё, что знал о неонацистских сообществах ФРГ, и получил двухлетний условный срок за попытку поджога клуба антифашистов.
С 1995 года Хассельбах путешествует по миру (в том числе и в США): он освещал теракт в Оклахома-Сити, описывая и явление правого терроризма в США. Тогда же его книга «Экс-фюрер» была переведена на английский. Ещё одна его книга вышла в 1996 году под названием «Угроза: моя жизнь после ухода» (нем. Die Bedrohung - mein Leben nach dem Ausstieg). Инго участвовал в акциях за отмену смертной казни, о чём неоднократно писал. С 2000 года он работал с Винфридом Боненгелем над экранизацией своей книги «Экс-фюрер», и в 2002 году вышел фильм «Наци», снятый по книге. Сыграл также три эпизодические роли в нескольких фильмах.
В настоящее время Хассельбах проживает с женой Марией фон Хеланд и ребёнком в Швеции, работает вольным журналистом. Является руководителем проекта «Exit-Deutschland», который занимается психологической реабилитацией бывших неонацистов и помогает им вернуться в общество.

## Фильмография

### Сценарист
- Наци (2002)

### Актёр
- Автопортреты (1993)
- Переработанный (1998)
- Потерянные сыны (2000)
- Большие девочки не плачут (2000)
- Поиск (2006)
- Шёпот (2006)
- Чрево (2010)